# Merle-Leignec
Merle-Leignec is een gemeente in het Franse departement Loire (regio Auvergne-Rhône-Alpes) en telt 235 inwoners (1999). De plaats maakt deel uit van het arrondissement Montbrison.

## Geografie
De oppervlakte van Merle-Leignec bedraagt 16,6 km², de bevolkingsdichtheid is 14,2 inwoners per km².
De onderstaande kaart toont de ligging van Merle-Leignec met de belangrijkste infrastructuur en aangrenzende gemeenten.

## Demografie
Onderstaande figuur toont het verloop van het inwonertal (bron: INSEE-tellingen).

## Geboren
- Jean Marey (1906-1959), militair en verzetsstrijder